# Francisco Palau y Quer

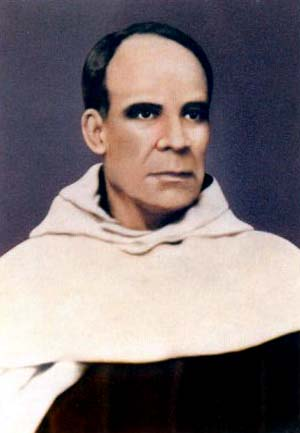
Sel. Francisco Palau

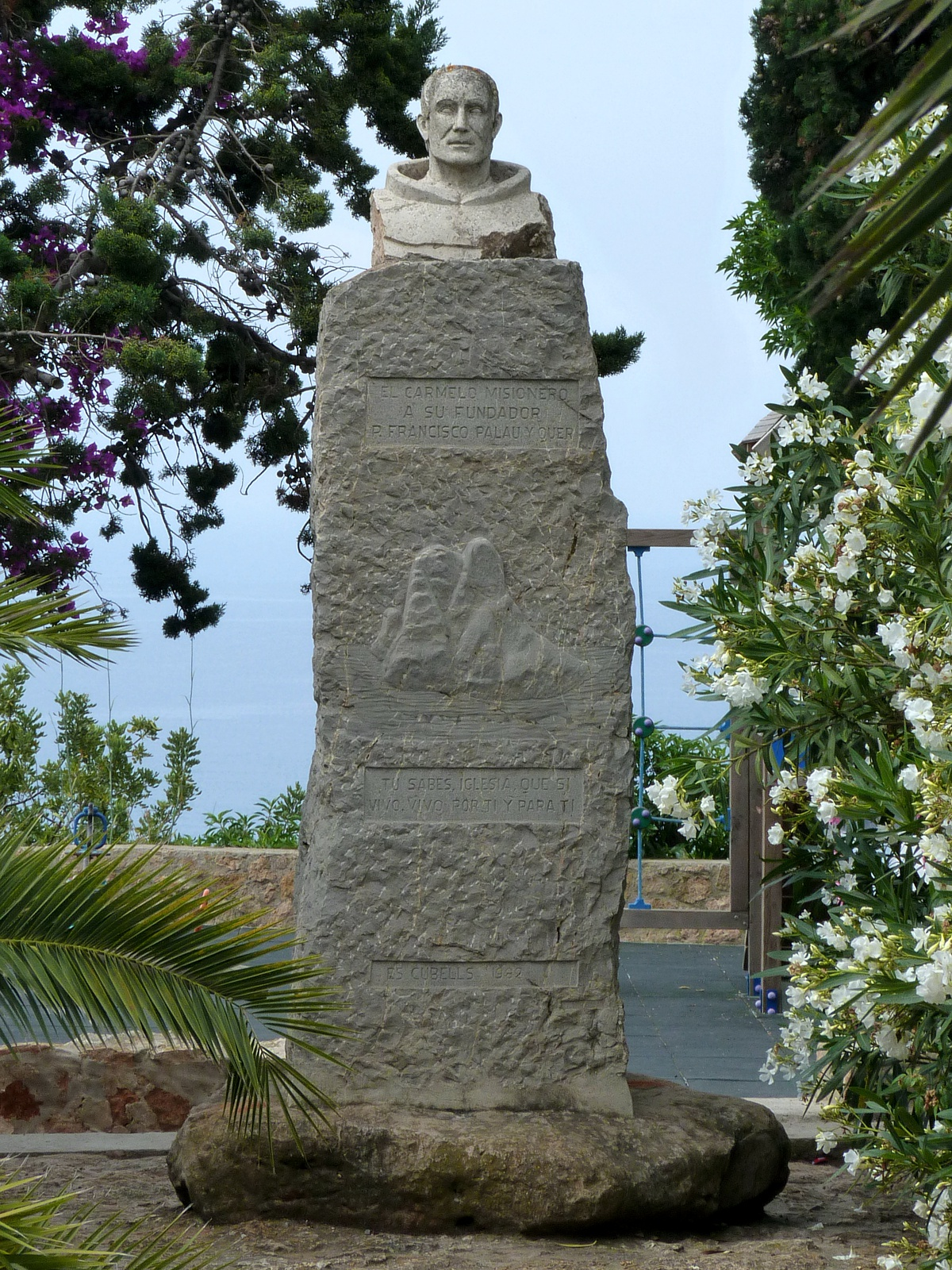
Büste von Francisco Palau auf Ibiza

Francisco Palau y Quer (* 29. Dezember 1811 in Aitona, Lleida; † 20. März 1872 in Tarragona) war ein spanischer Eremit und Priester, der von der katholischen Kirche seliggesprochen wurde.

## Leben
Francisco Palau y Quer trat mit 17 Jahren in das Priesterseminar von Lérida ein. Nach drei Jahren Philosophie- und einem Jahr Theologiestudium verließ er das Seminar, um im Jahr 1832 als Novize bei den Unbeschuhten Karmeliten im Teresianischen Karmel von Barcelona einzutreten. Am 14. November 1832 nahm er zur Einkleidung den Ordensnamen Francisco de Jesús, María, y José an. Aufgrund der Kirchenverfolgungen während des Ersten Carlistenkrieges konnte er kein Klosterleben mehr führen. Am 2. April 1836 wurde er zum Priester geweiht. Nach dem Carlistenkrieg zog er nach Frankreich, wo er elf Jahre verblieb. Dort begann er seine schriftstellerische Tätigkeit. Zurück in Spanien, wurde er Spiritual im Priesterseminar von Barcelona.
1851 gründete er mit Hilfe des Erzbischofs von Barcelona, José Domingo Costa y Borrás, die Escuela de la virtud (dt.: Schule der Tugend), eine Erwachsenenkatechese. 1854 wurde Francisco Palau y Quer von der liberalen Regierung des „Progressistisches Bienniums“ verbannt und die Katechismusschule geschlossen.
Sechs Jahre lebte er fast isoliert auf den Balearischen Inseln und widmete sich – auch schriftstellerisch – der Mystik. 1860 kehrte er auf das Festland zurück und widmete sich der Volksmission in spanischen Großstädten wie Madrid, Barcelona und anderen.
Von seinen Generalprioren wurde er mit der Betreuung des Drittordens betraut. Auf den Balearischen Inseln gründete er 1861 für die Volksmission je eine weibliche und eine männliche Kongregation von Karmeliten-Tertiaren, die Hermanas Carmelitas Terciarias und die Hermanos Carmelitas Terciarios, auch Carmelo Missionario (dt. etwa: Missionarischer Karmel) genannt. Bei der Gründung der Frauengemeinschaft unterstützte ihn Juana Gratias Fabre (1824–1903) aus Gramat (Okzitanien). 
Im Jahr 1868 gründete er die Zeitschrift El Ermitaño (dt.: Der Eremit), deren Redaktion er fortan leitete. Während des Ersten Vatikanischen Konzils weilte er in Rom, um Kontakte zu den Konzilsvätern zu halten und Berichte für seine Zeitschrift zu schreiben.
Francisco Palau y Quer starb in Tarragona während einer Missionsreise.

## DieCarmelitas Misioneras Teresianasund dieCarmelitas Misioneras
Nach seinem Tode teilte sich die weibliche Kongregation in die Carmelitas Misioneras Teresianas (1880 kanonisch anerkannt) und in eine von Juana Gratias Fabre gegründete Gemeinschaft, die Terciarias Carmelitas Descalzas (1878 kanonisch anerkannt). Letztere erhielt Anfang des 20. Jahrhunderts die päpstliche Erlaubnis, auch in der Mission in Lateinamerika zu arbeiten und änderte daher 1917 ihren Namen in Carmelitas Misioneras (CT).

## Seligsprechung
Francisco Palau y Quer wurde durch Papst Johannes Paul II. am 24. April 1988 seliggesprochen. Sein Gedenktag in der Liturgie ist der 7. November.